# Rhus aromatica
Genre
Rhus aromatica, le sumac aromatique, est une espèce de sumac (Rhus) de la famille des Anacardiaceae au port buissonnant, indigène de l'Amérique du Nord.

## Description
Natif d'Amérique du Nord, cette plante pousse dans les forêts et les bois de montagne, les terrains non fertiles, les endroits rocailleux, les falaises et les hautes plaines. Le sumac aromatique est une plante ligneuse, de 1 à 2 m de haut sur 2 à 3 m de large (chiffres variables suivant la littérature et les conditions de pousse, naturelles ou en culture). Son port est arrondi et buissonnant. 

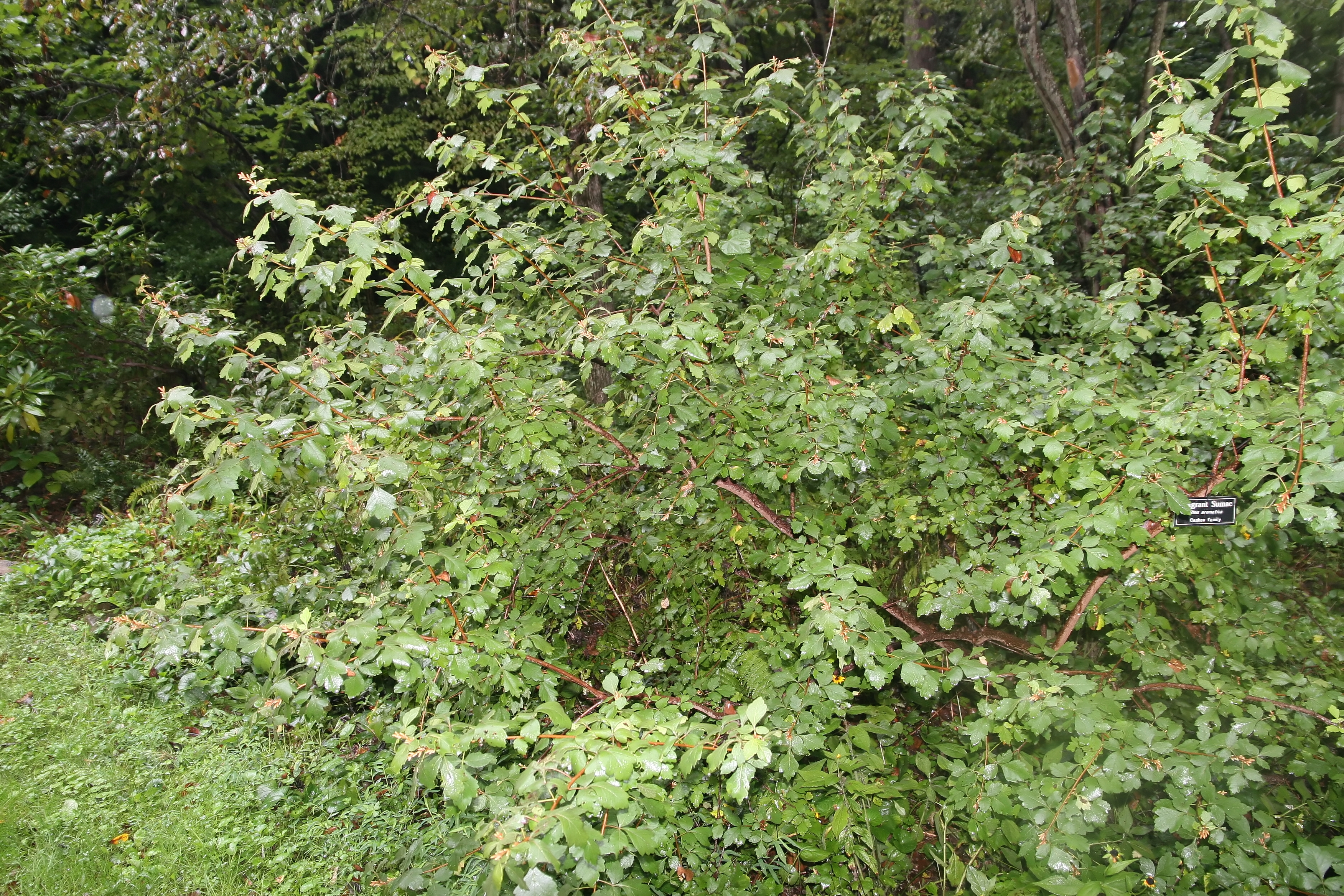
Un sumac aromatique à port buissonnant.

C'est une plante dioïque (ayant des individus mâles et femelles séparés). Les feuilles du sumac aromatique produisent une odeur de citron lorsqu'elles sont froissées, d'où son nom. Bien qu'elles ressemblent à celles du sumac grimpant ou sumac vénéneux, le sumac aromatique n'est pas toxique. De plus, alors que le sumac vénéneux pousse partout et ne sent rien, le sumac aromatique ne colonise que les terrains d'altitude.
Les feuilles sont composées de trois folioles ovales, crénelées, la centrale étant la plus grande.
Elles sont vert foncées et brillantes, pubescentes en dessous. Le pétiole est rougeâtre.
Comme les autres sumacs, à l'automne elles prennent des couleurs rouge orange.

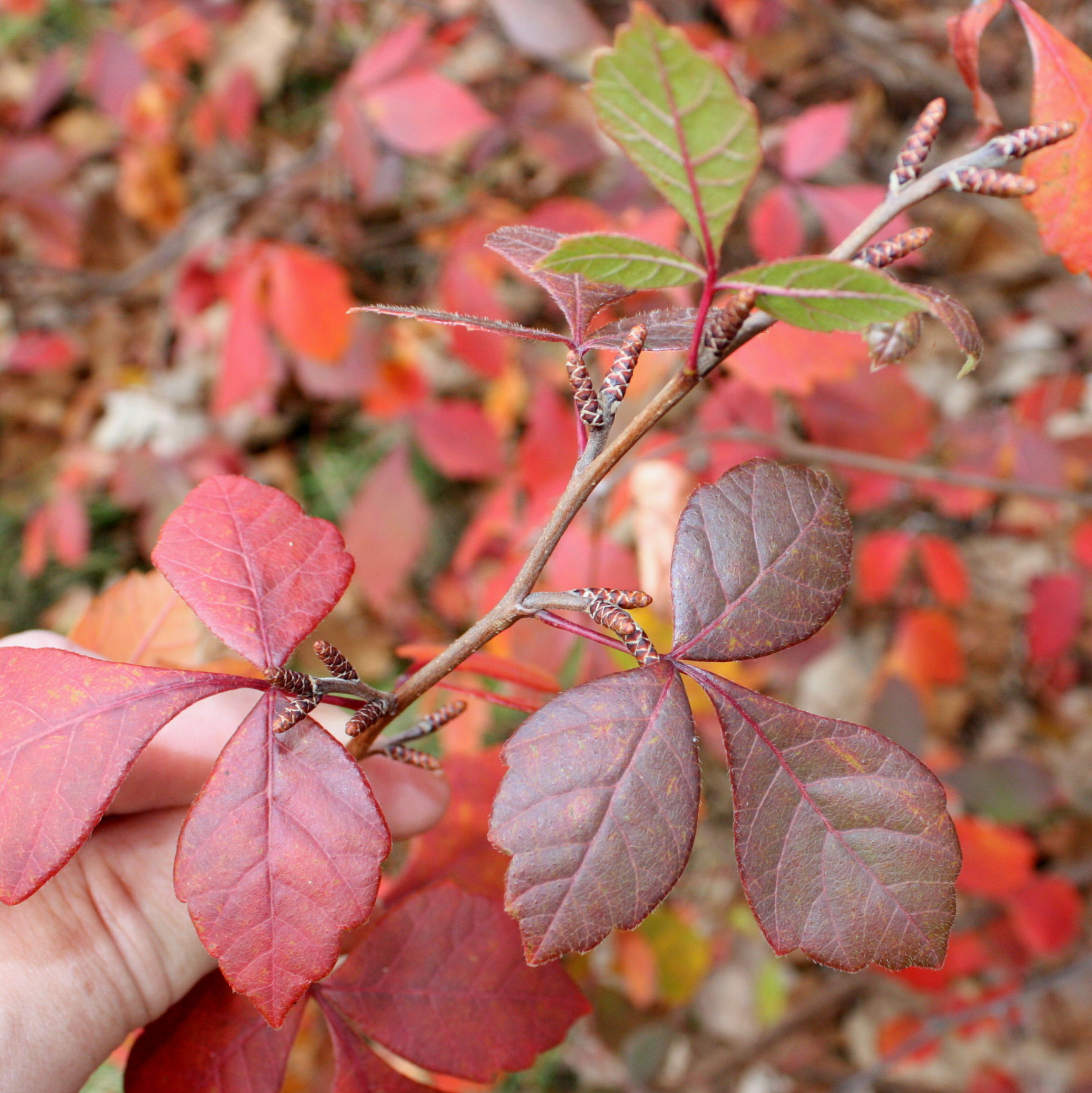
Feuilles d'automne

Les jeunes pousses et bourgeons sont brun-rouges  ,.

### Floraison
Les plantes mâles produisent de longs chatons.
Les plantes femelles produisent de courts panicules terminaux, sous forme de grappes de fleurs jaunes en mars-avril avant que n'apparaissent les feuilles (qui apparaissent elles-mêmes avant l'anthèse des fleurs). 

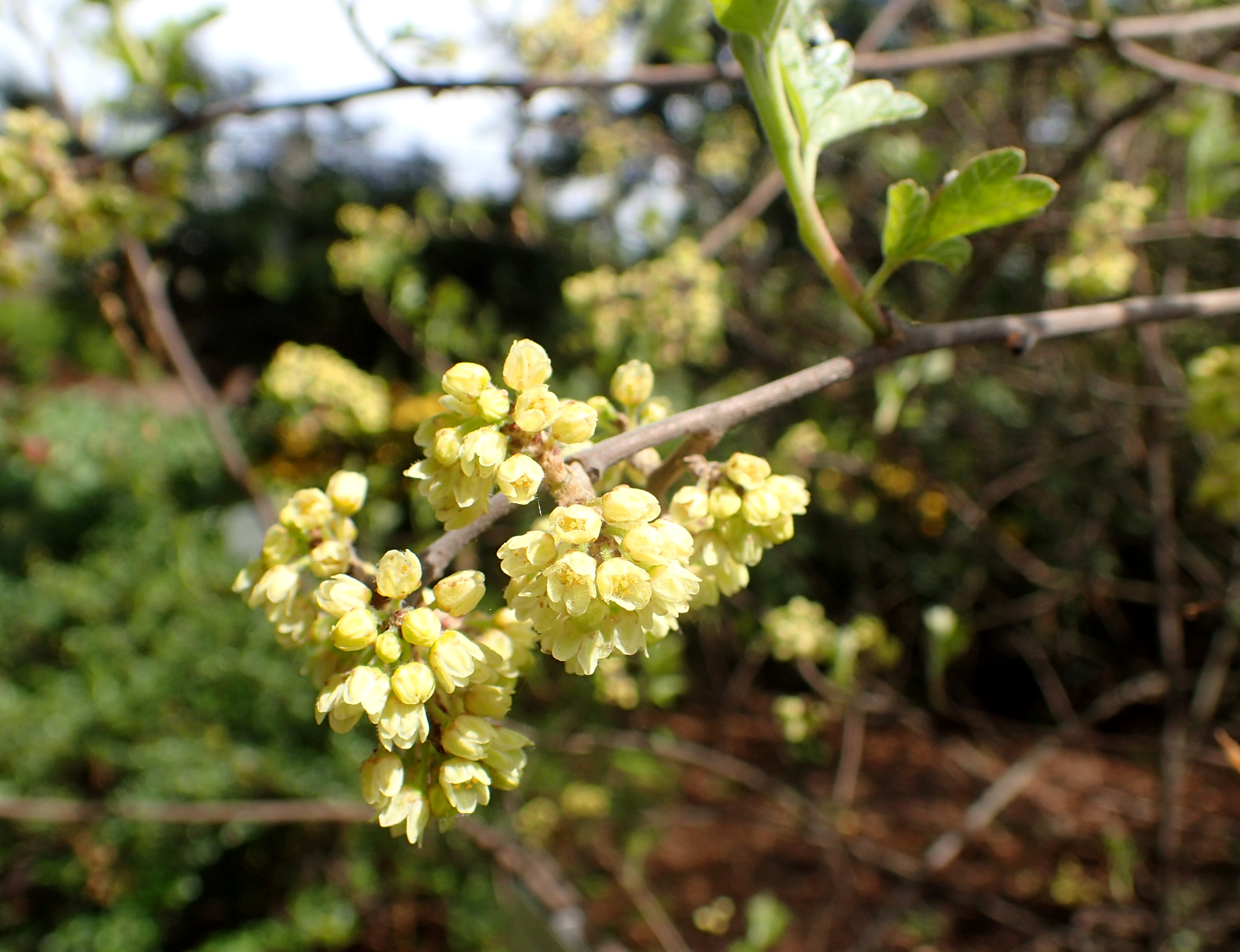
Fleurs du sumac

### Fructification
Les plantes femelles produisent des drupes poilues rouges en juillet-août qui peuvent persister jusqu'au mois de mars suivant. Les oiseaux et les petits mammifères en mangent.

## Utilisations
- R. aromatica est une plante vendue par les pépiniéristes (majoritairement en Amérique du Nord) utilisée dans les espaces verts, en plante isolée, ou comme écran, en massif, pour les talus... Il est peu exigeant et pousse à l'ombre comme en plein soleil. Il aime les sols frais, drainés, plutôt riches[4], avec un pH compris en 6 et 8.5. Il possède un système racinaire superficiel, des racines fibreuses, et se replante facilement. Il peut se reproduire par marcotage de ses branches directement dans le sol. Il produit également des surgeons.

Il existe plusieurs cultivars de la plante : "Grow Low", une forme naine, voire rampante, fait 50 à 60 cm de haut pour 2,5 m de large. "Konza" est une forme également naine, et "Green Globe", plus grand peut atteindre 1,8 m, de port rond et dense
- R. aromatica est utilisé en homéopathie, sous forme de granules ou de solution buvable.